# Alois Goldbacher
Alois Goldbacher (* 27. Juni 1837 in Meran; † 28. April 1924 in Graz) war ein österreichischer Klassischer Philologe.

## Leben
Goldbacher studierte Klassische Philologie an der Universität Innsbruck bei Karl Schenkl und an der Universität Wien bei Hermann Bonitz und Johannes Vahlen. Nach der Lehramtsprüfung in Innsbruck (1861) vertiefte er seine Studien ein Jahr lang als Stipendiat in Wien. 1862 wurde er Hilfslehrer am Gymnasium in Olmütz, 1865 Gymnasiallehrer in Troppau. 1867 wurde er an der Universität Leipzig zum Dr. phil. promoviert und ein Jahr später von der Universität Graz nostrifiziert. 1869 ging er als Lehrer an das II. Staatsgymnasium in Graz. Ab 1871 war er außerdem als Privatdozent an der Universität Graz tätig. 1875 wechselte er als o. Professor an die Universität Czernowitz, deren Rektor er 1881/82 war. 1882 kehrte er als o. Professor an die Universität Graz zurück, wo er 1891/92 das Rektorat bekleidete und 1908 in den Ruhestand trat.
Goldbacher beschäftigte sich durch den Einfluss seiner Lehrer Schenkl und Vahlen besonders mit der lateinischen Prosaliteratur. Als korrespondierendes Mitglied der Wiener Akademie der Wissenschaften beteiligte er sich am lateinischen Kirchenvätercorpus, für das er eine kritische Edition der Briefe des heiligen Augustinus erstellte.